# 골드망가시주머니생쥐
골드망가시주머니생쥐(Heteromys goldmani)는 주머니생쥐과에 속하는 설치류의 일종이다. 데스마레가시주머니생쥐(H. desmarestianus)의 아종으로 간주되기도 한다. 멕시코와 과테말라에서 발견된다. 자연 서식지는 아열대 또는 열대 기후 지역의 습윤 저지대 숲이다. 서식지 감소로 멸종 위협을 받고 있다.